# Dargelin
Dargelin er en by og kommune i det nordøstlige Tyskland, beliggende i Amt Landhagen i den nordvestlige del af Landkreis Vorpommern-Greifswald. Landkreis Vorpommern-Greifswald ligger i delstaten Mecklenburg-Vorpommern.

## Geografi
Dargelin er beliggende omkring ti kilometer syd for Greifswald. Gennem kommunen går Landesstraße 35 (tidligere Bundesstraße 96). Motorvejen A 20 snitter det sydvestlige hjørne af kommunen og kan nås ved tilkørsel Gützkow.
Den nordlige kommungrænse dannes af vandløbet Schwinge. Kommunen ligger ved geotopen „Os Sassen-Dersekow-Dargelin“.
I 1897 fik byen jernbaneforbindelse med Greifswald-Jarmener Kleinbahn (GJK), (delstrækningen Behrenhoff - Klein Zastrow) som blev nedlagt i 1945, hvor dele af materiel og skinner blev demonteret og flyttet til Sovjetunionen.

### Inddeling
| - Alt Negentin - Dargelin - Dargelin Hof | - Neu Negentin - Sestelin |

## Eksterne kilder og henvisninger
- Wikimedia Commons har flere filer relateret til Dargelin
- Byens side Arkiveret 12. december 2016 hos  Wayback Machine på amtets websted
- Befolkningsstatistik Arkiveret 19. januar 2016 hos  Wayback Machine